# Marforio
Marforio, även benämnd Fontana del Marforio, är en fontän på innergård i Musei Capitolini på Capitolium i Rione Campitelli i Rom. Tillsammans med Pasquino, Madama Lucrezia, Abate Luigi, Il Facchino och Il Babuino utgör Marforio Roms talande statyer. 
I likhet med Pasquino, Madama Lucrezia, Abate Luigi, Il Facchino och Il Babuino fästes tidigare satiriska och smädande texter på Marforio; dessa texter häcklade de romerska myndigheterna och påven.

## Beskrivning
Skulpturen, som är känd sedan 1100-talet, återfanns år 1588 vid Septimius Severusbågen på Forum Romanum och uppställdes fyra år senare på Piazza del Campidoglio på Capitolium under ledning av arkitekten och skulptören Giacomo della Porta. Namnet Marforio är en etymologisk förvrängning av mare in foro ("sjön på forum"), en inskription på det brunnskar i granit som påträffades bredvid skulpturen. Mare in foro kan syfta på Mars forum, en annan benämning på Augustus forum. Enligt en annan teori åsyftar Marforio familjen Marioli (eller Marfuoli), som ägde en fastighet i närheten av Mamertinska fängelset.
På Capitolium stod Marforio-fontänen i det fria, innan Palazzo Nuovo uppfördes i mitten av 1600-talet; då ställdes fontänen på dess innergård. Sedan år 1734 hyser Palazzo Nuovo och Palazzo dei Conservatori de kapitolinska museerna. Inskriptionen ovanför fontänen hugfäster minnet av påve Clemens XII:s utvidgning och försköning av Piazza del Campidoglio och bär årtalet 1734. Inskriptionen lyder:

CLEMENS XII PONT MAX
ILLATIS IN HAS AEDES ANTIQVIS STATVIS
MONVMENTISQVE
AD BONARVM ARTIVM INCREMENTVM
FONTEQVE EXORNATO
PRISTINAM CAPITOLIO MAGNIFICENTIAM

## Bilder
| - Marforio. Etsning från 1500-talet. - Capitolium med Fontana del Marforio i bildens mitt. Utsnitt från tuschteckning från omkring år 1600. - Gården med Marforio. |